# Semouse
La Semouse o Sémouse è un fiume francese che scorre nel dipartimento dei Vosgi della regione del Grande Est e nell’Alta Saona della Borgogna-Franca Contea e che sfocia nella Lanterne.

## Geografia
Nasce su un altopiano, a 550 m s.l.m., in località Gérardfaing, nel comune di Bellefontaine. Bagna poi Bellefontaine e riceve il Ruissea du Pont Jeanson. Scorre nella valle stretta e boscosa che prende il nome dal fiume, il quale per un tratto segna il confine tra i Vosgi e l’Alta Saona. Attraversa Aillevillers-et-Lyaumont e a Saint-Loup-sur-Semouse riceve da sinistra l’Augronne e, poco più a sud, la Combeauté. L’ultimo affluente di rilievo, che arriva da destra, è la Planey, quindi la Semouse si getta nella Lanterne poco ad ovest dell’abitato di Conflans-sur-Lanterne.